# Pfarrkirche St. Laurentius (Radeberg)

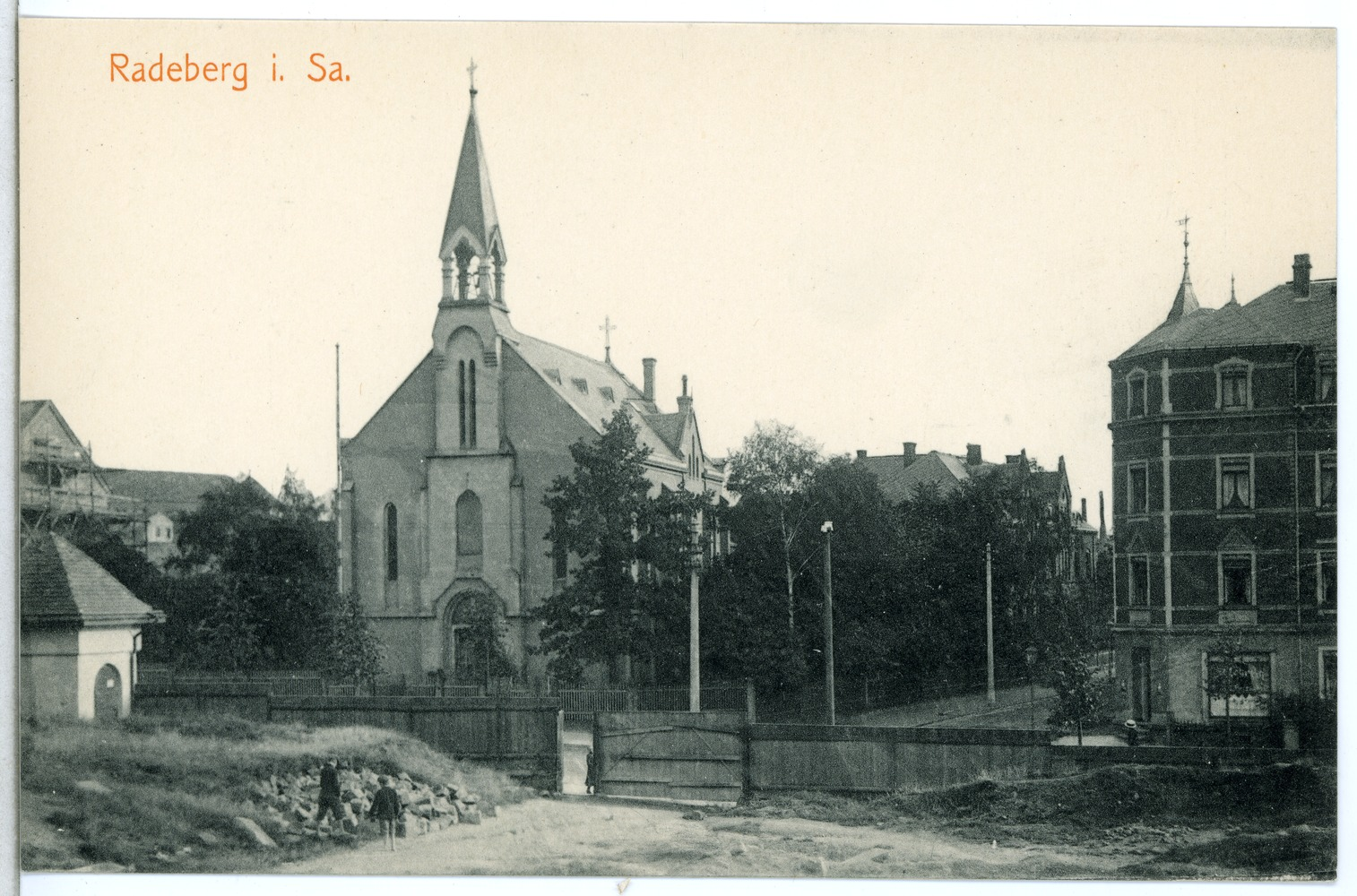
Historische Ansicht (um 1912)

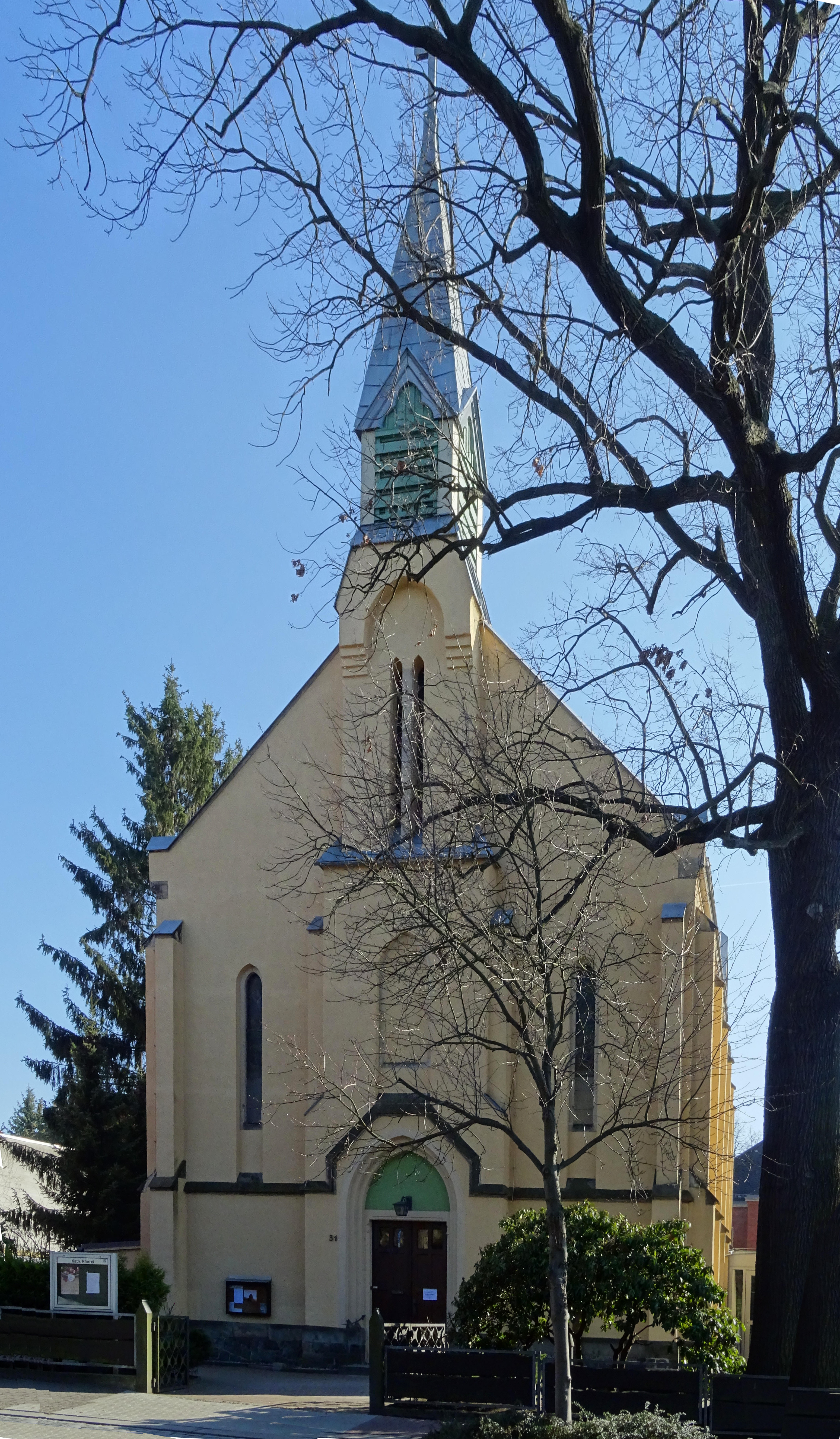
St. Laurentius Radeberg, Nordfassade mit Portal

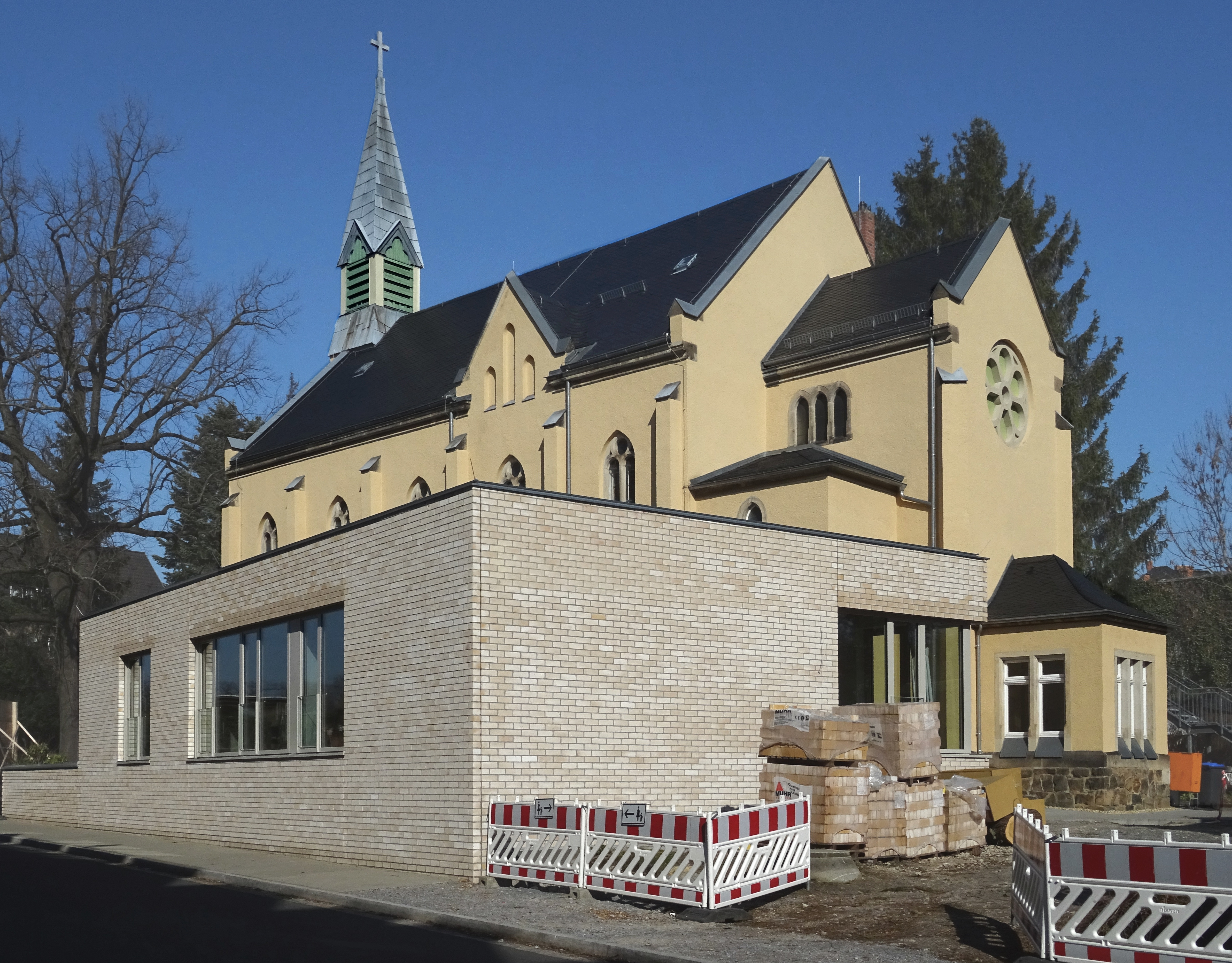
St. Laurentius Radeberg mit Anbau von 2018, während der Renovierung 2019

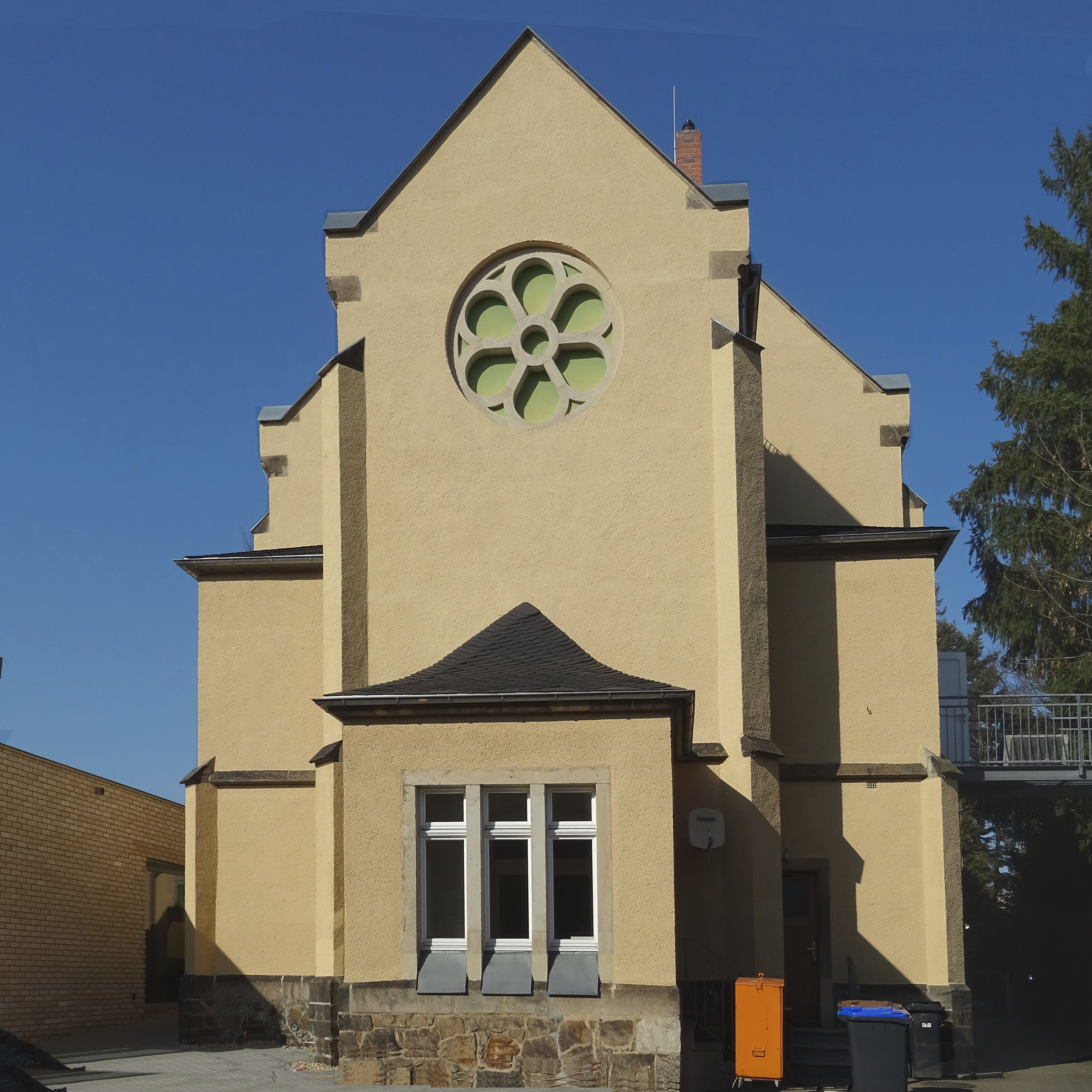
St. Laurentius Radeberg, Giebel

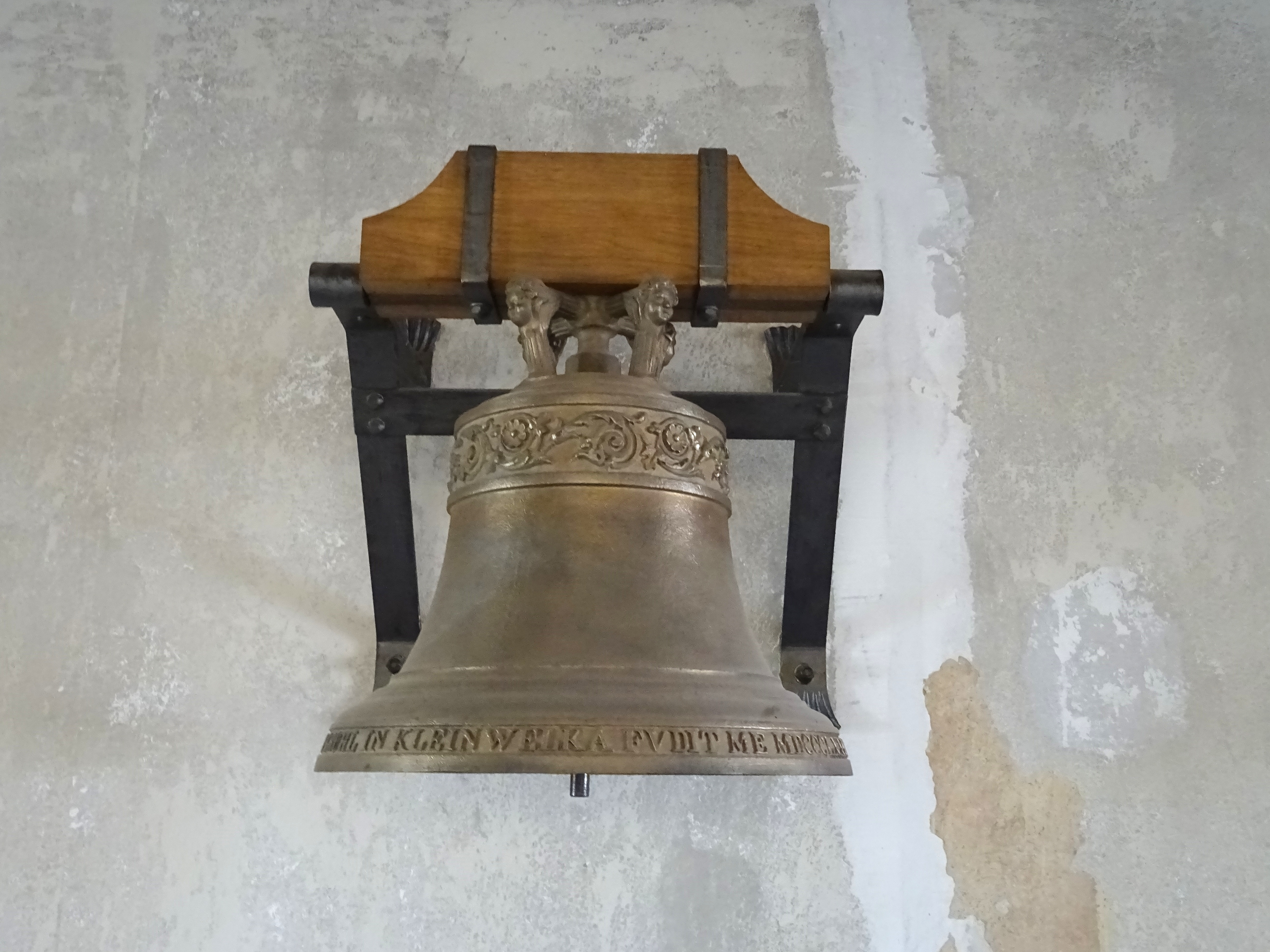
Marienglocke

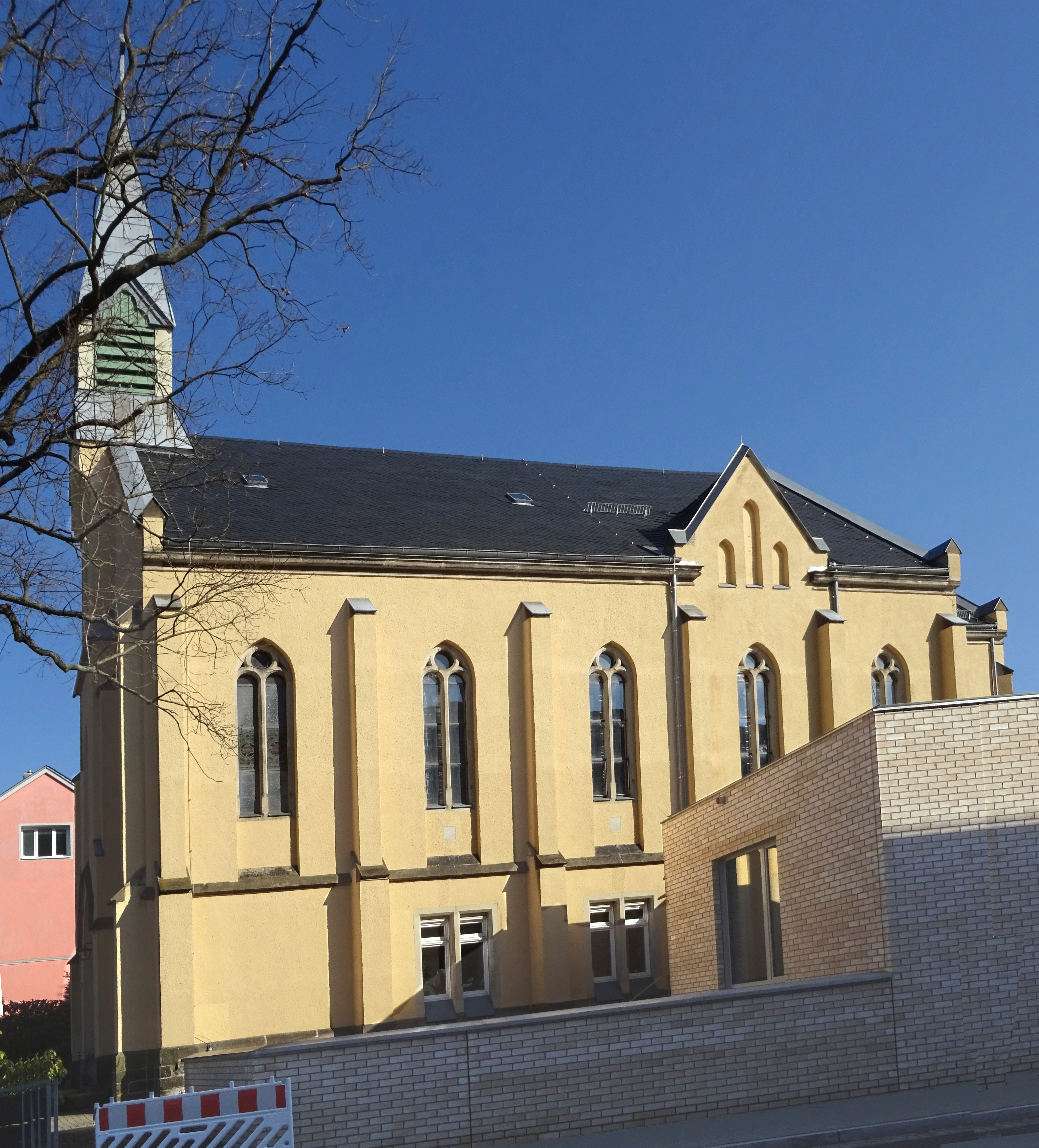
St. Laurentius Radeberg, Westseite

Die katholische Pfarrkirche St. Laurentius Radeberg steht an der Dresdner Straße 31 in Radeberg im sächsischen Landkreises Bautzen. Sie ist in neugotischem Stil gebaut.

## Geschichte
Zum Bau des römisch-katholischen Gotteshauses erwarb die Gemeinde ein 4600 Quadratmeter großes Grundstück. Gebaut wurde 1882 und 1883. Grundsteinlegung mit Bischof Franz Bernert war am 31. Juli 1882. Bereits am 12. August 1883, nach nur reichlich 12-monatiger Bauzeit, wurde die Kirche geweiht. Anschließend übergab der Bischof den Schlüssel an Pfarrer August Nowak. Der Kirchbau wurde aus Mitteln einer Stiftung des im Jahr 1845 verstorbenen katholischen Bischofs Franz Laurenz Mauermann finanziert, daher ist der Namenspatron des Bischofs, der hl. Laurentius, auch Patron der Kirche. 
Seit Bestehen der Kirche wurde der Innenraum mehrfach neu gestaltet, zum 50-jährigen Jubiläum 1933 und ab 1969, initiiert durch die Liturgiereform des II. Vatikanischen Konzils. Ab dem Jahr 1982 wurden zahlreiche Außenarbeiten wie auch die vorangegangenen Innenrenovierungen von den Gemeindemitgliedern meist ehrenamtlich in ihrer Freizeit durchgeführt. Zum 100-jährigen Jubiläum im Jahr 1983 erstrahlte die Kirche innen und außen saniert. Im Jahr 2008 wurde mit einem Festgottesdienst und einem großen Gemeindefest das 125-jährige Bestehen gefeiert.
1886 wurde direkt südlich neben der Kirche die Katholische Schule erbaut; 1892 erhielt sie einen Anbau. Die Schule unterstand dem Stadtrat mit dem Königlichen Bezirksschulinspektor für Dresden III.

## Kirche im Obergeschoss
Die Kirche an einer leichten Hanglage wurde funktionell errichtet. Das Erdgeschoss mit Wohnung für den Pfarrer, Diensträumen und einer Schulstube sind der Kirchenunterbau. Darauf wurde dann das Kirchengebäude komplettiert. Die Innenmaße sind 10,60 Meter mal 19,00 Meter. Die Höhe bis zur Traufe beträgt 10,20 Meter, bis zum First 16,70 Meter und des Turmes (ohne Turmkreuz) 25 Meter. Die Kirche bietet Platz für etwa 140 Gläubige. An das Langhaus schließt sich südlich der von beiden Seiten eingezogene Chorraum mit angrenzenden Beichtstuben und der Sakristei an. An der nördlichen Giebelwand liegen das Portal, die Treppenaufgänge und der Vorraum mit dem Taufständer.
Die aus Spenden und Stiftungen sowie Sammlungen der Gemeinde finanzierte Inneneinrichtung ist einfach und schlicht. Bischof Bernert spendete das Altarbild, den St. Laurentius, ein Werk des Dresdner Historienmalers Franz Wenzel Schwarz. Die beiden Seitenaltäre, Marienaltar und der Josephaltar standen seitlich am Chorraum. Die Kreuzigungsgruppe an der rechten Seitenwand enthielt ein gespendetes geschnitztes Kreuz. Nach einer Renovierung im Jahr 1972 hängt es an der Altarwand im Chorraum. 

## Erweiterungsbau
Im Jahr 2018 wurde als erster Bauabschnitt das Erdgeschoss um drei Räume erweitert. Die neuen Räumlichkeiten werden auch Vereinen, Gruppen und Einrichtungen zur Nutzung überlassen. Der zweite Bauabschnitt umfasst die Innensanierung und wurde 2019 beendet. Die Kosten des mit 900.000 Euro veranschlagten Erweiterungsbaus und der Innensanierung trägt die Gemeinde mit Eigenmitteln, Zuschüssen des Bistums Dresden-Meißen, Fördermitteln des Bonifatiuswerkes und aus Spenden.

### Neuweihe 2019
Am 21. September 2019 fand die Neuweihe der Kirche mit einem Pontifikalamt, Gottesdienst mit allen Priestern, durch den Bischof Heinrich Timmerevers statt. Wände und Decken des Kircheninneren sind in hellen Farben gehalten, die Kirchenbänke und der Holzfußboden sind naturbelassen. Der Altar wurde erneuert und bekam eine neue Platte aus Holz, in die der Reliquienschrein eingelassen ist, der Ambo erhielt ein neues Pult. Ein Taufbrunnen wurde ebenfalls angeschafft. Mit der Altarweihe wurden diese Gegenstände vom Bischof gesegnet.
Bei einem Festgottesdienst wurden auch die neuen Räumlichkeiten des Pfarramtes, die Gemeinderäume und der Erweiterungsbau gesegnet. Die unter Leitung des Dresdner Architektenbüros Christian Schaufel neugestaltete Raumaufteilung ermöglicht eine großzügige Nutzung des Gemeindesaales und der Gemeinderäume.

## Geläut
Das Geläut wurde im Jahr 1883 in der neuen Kirche installiert. Zunächst bestand es aus zwei Bronzeglocken, der „Marienglocke“ (erhalten und restauriert) und der „Laurentiusglocke“. Diese, wie auch die Orgelpfeifen aus Zinn, mussten im Ersten Weltkrieg als Metallspende für Rüstungszwecke abgegeben werden. Beide Glocken waren von den Glasfabrikanten Willy, Max und Ernst-Wilhelm Hirsch gestiftet worden. Die Glockenweihe fand am 14. Juni 1883, also noch vor der Kirchenweihe, statt.
| Nr. | Name             | Gussdatum | Gießer                                  | Spruch                               | Spruch                                       | Schlagton |
| --- | ---------------- | --------- | --------------------------------------- | ------------------------------------ | -------------------------------------------- | --------- |
| 1   | Marienglocke     | 1883      | Glockengießerei Fa. Gruhl in Kleinwelka | Ave Maria, gratia plena              | Fr. Gruhl in Kleinwelka fudit me MDCCCLXXIII | a′-2      |
| 2   | Laurentiusglocke | 1883      | Glockengießerei Fa. Gruhl in Kleinwelka | Sancte Martyr Laurenti ora pro nobis | Fr. Gruhl in Kleinwelka fudit me MDCCCLXXIII | e′′       |

Im Jahr 1920 wurden neue Glocken, Eisenhartgussglocken der Glockengießerei Schilling & Lattermann, angeschafft. Am 3. Oktober 1920 fand die Glockenweihe statt. Die verbliebene „Marienglocke“ diente in der Zeit als Sterbeglocke. Im Jahr 1983 bekam sie einen Ehrenplatz in der Kirche nach der Restaurierung und hängt seither an der Kirchenrückwand.
| Nr. | Name             | Gussdatum | Gießer                                 | Spruch                                         |
| --- | ---------------- | --------- | -------------------------------------- | ---------------------------------------------- |
| 1   | Friedensglocke   | 1920      | Glockengießerei Schilling & Lattermann | Von Pest, Hunger und Krieg erlöse uns, oh Herr |
| 2   | Laurentiusglocke | 1920      | Glockengießerei Schilling & Lattermann | Sancte Laurentius, ora pro nobis               |

Im Jahr 2005 wurden zwei neue Bronzeglocken angeschafft, die Eisenhartgussglocken waren verschlissen und mussten ersetzt werden. Glockenweihe war am 17. September 2005.
| Nr. | Name             | Gussdatum | Gießer                                 | Spruch                                                     | Gewicht | Durchmesser | Schlagton |
| --- | ---------------- | --------- | -------------------------------------- | ---------------------------------------------------------- | ------- | ----------- | --------- |
| 1   | Christusglocke   | 2005      | Kunst- und Glockengießerei Lauchhammer | Ich bin die Auferstehung und das Leben                     | 110 kg  | 580 mm      | as′-3     |
| 2   | Laurentiusglocke | 2005      | Kunst- und Glockengießerei Lauchhammer | Kommt herbei, singt dem Herrn. Symbole Fisch und Schlüssel | 80 kg   | 500 mm      | f′′-3     |

## Orgel
Die Kirche erhielt eine Orgel vom Orgelbaumeister Jahn aus Dresden für 1630 Mark. Nach 1945 wurden aber keine Mittel bereitgestellt, um eine dringliche Instandsetzung der Orgel zu ermöglichen. So wurde das Instrument abgebaut und eingelagert. In der Zwischenzeit schaffte die Gemeinde 1996 eine transportable elektronische Orgel „Classica 400“ mit 40 Registern auf zwei Manualen und Pedal von Ahlborn-Orgel an.
| I Manual C– |               |       |
| 1.          | Prinzipal     | 16′   |
| 2.          | Prinzipal     | 8′    |
| 3.          | Gedackt       | 8′    |
| 4.          | Flöte Celeste | 8′    |
| 5.          | Dulciana      | 8′    |
| 6.          | Oktave        | 4′    |
| 7.          | Rohrflöte     | 4′    |
| 8.          | Nazard        | 2 ⁄3′ |
| 9.          | Super Oktave  | 2′    |
| 10.         | Cornet        | III   |
| 11.         | Mixture       | IV    |
| 12.         | Trompete      | 8′    |

| II Manual C– |             |        |
| 13.          | Gedackt     | 16′    |
| 14.          | Prinzipal   | 8′     |
| 15.          | Rohrgedackt | 8′     |
| 16.          | Gamba       | 8′     |
| 17.          | Oktave      | 4′     |
| 18.          | Rohrflöte   | 4′     |
| 19.          | Quinte      | 4⁄5′   |
| 20.          | Oktave      | 4′     |
| 21.          | Rohrflöte   | 4′     |
| 22.          | Zimbel III  |        |
| 23.          | Vox Celeste | 8′     |
| 24.          | Regal       | 16′    |
| 25.          | Oboe        | 8′     |
| 26.          | Terz        | 1 3⁄5′ |
| 27.          | Trompete    | 4′     |
| 28.          | Chimes      |        |

| Pedal C– |                |     |
| 29.      | Contrabourdon  | 16′ |
| 30.      | Prinzipalbass  | 16′ |
| 31.      | Subbass        | 16′ |
| 32.      | Gedackt        | 16′ |
| 33.      | Oktave Bass    | 8′  |
| 34.      | Rohrgedackt    | 8′  |
| 35.      | Choral Bass    | 4′  |
| 36.      | Mixture        | V   |
| 37.      | Contrabombarde | 32′ |
| 38.      | Fagott         | 16′ |
| 39.      | Trompete       | 8′  |
| 40.      | Klarine        | 4′  |

## Gemeinde
Zum Gebiet der Pfarrei Radeberg gehören die Region von Dürrröhrsdorf-Dittersbach über Fischbach, Arnsdorf, Radeberg, Kleinröhrsdorf, Dresden-Langebrück, Wachau, Ottendorf-Okrilla und Teile von Tauscha. Die Gemeinde hat etwa 1300 Mitglieder. Die Sonn- und Feiertagsgottesdienste werden vom Kirchenchor, der Männerschola oder der Jugendband mit Sängerteil feierlich gestaltet. Der Organist Wolfgang Förster leitet Schola und Chor ehrenamtlich. Ehrenamtliche Helfer sind in zahlreichen Arbeitskreisen tätig, unter anderem in der Kolpingsfamilie, im Bibelkreis und im Kreis der Caritasfrauen. Der Kirchenchor Cäcilia wurde 1891 gegründet.

## Pfarrer der Gemeinde
- Pfarrer August Nowak, August 1883–November 1901
- Pfarradministrator Jakob Barth, Dezember 1901–Juni 1903
- Pfarrer Franz Zschornack, Juli 1903–Dezember 1932
- Pfarrverweser Kaplan Schmitz, Dezember 1932–März 1933
- Pfarrer Max Schulz, April 1933–September 1945
- Jesuitenpater Stefan Jordan, Oktober 1945–November 1945
- Pfarrer Nikolaus Müller, Dezember 1945–Mai 1965
- Pfarrer Raimund Otto, Juli 1965–Juli 1984
- Pfarrer Norbert Hilbig, August 1984–August 1999
- Pfarrer Gerald Kluge, September 1999–Juli 2016
- Pfarrer Christoph Eichler, seit August 2016